# Amblyseius coffeae
Amblyseius coffeae är en spindeldjursart som beskrevs av De Leon 1961. Amblyseius coffeae ingår i släktet Amblyseius och familjen Phytoseiidae. Inga underarter finns listade i Catalogue of Life.